# Malanea schomburgkii
Malanea schomburgkii är en måreväxtart som beskrevs av Julian Alfred Steyermark. Malanea schomburgkii ingår i släktet Malanea och familjen måreväxter.
Artens utbredningsområde är Guyana. Inga underarter finns listade i Catalogue of Life.